# Збышко, Станислав
Ян Станислав Цыганевич (пол. Jan Stanisław Cyganiewicz, 1 апреля 1879, Йодлова, Подкарпатское воеводство — 23 сентября 1967, Сент-Джозеф, Миссури), более известный под именем Стани́слав Збы́шко (пол. Stanislaus Zbyszko) — польский силач, борец и рестлер. Трехкратный чемпион мира по рестлингу в тяжелом весе в 1920-х годах. Фамилия Збышко была лишь прозвищем, которое дали ему друзья за его храбрость в детстве. Фамилия происходит от имени вымышленного средневекового польского рыцаря в историческом романе Генрика Сенкевича «Крестноносцы» (1900). Станислав Збышко был братом Владека Збышко (1891—1968).

## Ранняя жизнь
Станислав Цыганевич родился 1 апреля 1879 года в Йодлове под Краковом. Будучи известным интеллектуалом, он изучал музыку, философию и право, пока рос в Вене, Австрия. При росте 173 см, Цыганевич был крепкого телосложения и весил 118 кг. Он обладал недюжинной силой и ещё в колледже вступил в известный атлетический клуб «Виндобона», где постепенно приобрел внушительное телосложение. Он также занимался в «Соколе», польском патриотическом гимнастическом обществе, которое ставило своей целью физическое, умственное и культурное развитие граждан страны, прививая им дисциплину и патриотизм. В конце XIX века Цыганевич впервые столкнулся с борьбой, победив опытного борца в местном цирке в Польше. Вскоре после этого он был нанят местным промоутером в Берлин. В то время как его товарищ Георг Гаккеншмидт утвердился в качестве главной европейской звезды рестлинга, Цыганевича тоже привлекала карьера в этом виде спорта. Впоследствии он попал в индустрию благодаря польскому грэпплеру Владиславу Пытлясиньскому, который со временем стал его наставником.

## Карьера в рестлинге

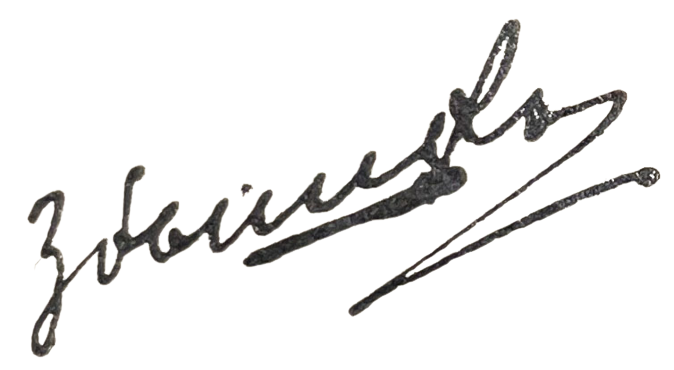
Автограф Станислава Збышко

В 1900-х Збышко часто выступал в Российской империи и был одним из самых популярных борцов в стране, его фотографии продавились тысячами.
В течение следующих нескольких лет Цыганевич постепенно утвердился среди наиболее быстро развивающихся греко-римских борцов Европы, участвуя во многих турнирах. К 1903 году журнал Health & Strength включил его в число ведущих тяжеловесов континента. В 1906 году он сразился с Иваном Поддубным в двухчасовом поединке с ничейным результатом, а затем победил Георга Луриха и Константа ле Марена и выиграл престижный турнир в Париже. Затем он был привезен в Англию Чарльзом Кокраном, который ранее был менеджером Георга Гаккеншмидта, и провел ряд выдающихся встреч против турецкого «чемпиона Босфора» Кара Сулимана. Однако вскоре он был втянут в серьёзную полемику, когда выяснилось, что Сулиман — это болгарин Иван Оффтарофф, который на самом деле был нанят Збышко и Кокраном в одном из первых публичных разоблачений «театральных мистификаций» рестлинга.

По мере того, как Збышко стал чаще выступать на соревнованиях в Англии и США, он все чаще стал переходить на кэтч и в течение нескольких лет он чередовал стили борьбы, путешествуя между континентами и странами. В ноябре 1909 года в Буффало, Нью-Йорк он сразился с Фрэнком Готчем, который закончился ничьей по истечении 60 минут. В следующем году он одержал громкие победы над Доктором Беном Роллером и «Грозным турком» Юссуфом Махмутом, подтвердив тем самым свою репутацию среди элитных грэпплеров мира, а также назначив грандиозную вторую встречу с Готчем в Чико 1 июня 1910 года за титул чемпиона мира по рестлингу в тяжелом весе. Однако в матче-реванше Готч обманул Збышко, бросившись на него, когда Збышко вышел для обычного в Европе рукопожатия, и удержал его всего за 6,4 секунды. Збышко был в ярости и опротестовал результат, но матч продолжался, и Готч совершил второе удержание чуть менее чем за 30 минут. Это выступление заставило многих фанатов поверить, что поединок был постановочным.

## Смерть
23 сентября 1967 года Станислав Збышко умер от сердечного приступа в возрасте 88 лет.
Эд Льюис назвал его одним из лучших соревновательных рестлеров всех времен; в знак уважения его фамилию позже взял Ларри Збышко.

## Титулы и достижения
- Зал славы рестлинга Джорджа Трагоса/Лу Теза
  - С 2010 года[5]
- Международный зал славы рестлинга
  - С 2021 года[6]
- Зал славы и музей рестлинга
  - С 2003 года
- Wrestling Observer Newsletter
  - Зал славы Wrestling Observer Newsletter (1996)
- Другие титулы:
  - Чемпион мира по рестлингу в тяжёлом весе (3 раза)
  - Чемпион мира по греко-римской борьбе в тяжёлом весе